# ウェネティ語
ウェネティ語（英語: Venetic language）とは、古代のウェネティ族（ラテン語: Veneti、古代ギリシア語: ἐνετοί - enetoi）が用いていた言語。現在のイタリア北東部ヴェネト州からスロヴェニアのあたりに分布した。ウェネティー語とも。
紀元前6世紀末から紀元前1世紀半ばにかけて書かれた300以上の短い碑文が残されている。とくにエステの東にあるバラテッラのレイティア女神 (Reitia) の神域の碑文や、ピアーヴェ川流域のラゴレ・ディ・カラルツォの神域に豊富な碑文が残る。碑文の内容は宗教的な奉納文と葬儀用の文が半々である。

## 系統

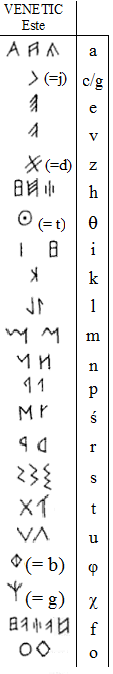
ウェネティ語の表記文字（左列）とラテン文字（右列）

インド・ヨーロッパ語族のケントゥム語に含められる。しばしばイタリック語派の、とくにラテン語に近いとされることがあるが、確実なことは言えない。語彙は、人名や神名を除くと50語程度である。文法の節で見られるように人称代名詞にはゲルマン語派との類似が見られる。
かつてウェネティ語はイリュリア語と関係があると言われた。イリュリア語はアルバニア語と関係があると言われ、またメッサピア語と近い関係にあるとも言われる。しかしイリュリア語の資料がわずかな固有名詞を除き、何も残っていないため証明は不可能である。

## 文法
名詞は3つの性、単数と複数の数、少なくとも主格・対格・与格・奪格を区別する。属格は疑わしい例しかない。
代名詞には一人称単数のego（主格）、mego（対格）のほか、sselboisselboi（彼自身、単数与格）が見られるが、この形はゲルマン語派の形すなわちゴート語 silba、古高地ドイツ語 selbselboに類似する。
動詞は時制（現在・過去）、法（直説法、命令法、おそらく接続法も）、2つの態を備え、人称と数で変化する。

## 文字
文字は、エトルリア文字の系統の独自の文字（古イタリア文字の一種）を使用したが、紀元前150年ごろになるとラテン文字を使用するようになり、またラテン語からの影響が強まった。
エトルリア文字には有声破裂音の文字（b、d、g）がなかったため、帯気音の文字（φ、θ、χ）を有声音に転用した。/f/ は古いエトルリア文字の習慣に従って「vh」と記されたが、カドーレでは後に単に「h」1文字で表した。ウェネティ文字の風変わりな特徴として、音節のはじめの母音（iを除く）と、音節末の子音に点を打つことがあげられる。

## 例
エステの尖筆の刻文。
翻字：mego dona.s.to re.i.tiia.i. ner(.)ka lemeto.r.na  （「.」は音節の区切りを表すための点）
訳：レメトルの妻ネリカがレイティア神に私（＝尖筆）を贈った。
解読：
- mego「私を」donasto「贈った」（三人称単数過去）
- reitiiai「レイティアに」（女性単数与格）
- nerka「ネリカが」（女性単数主格）
- lemetorna「レメトルの」（女性単数主格）